# Gran Premio de Kazajistán de Motociclismo
El Gran Premio de Kazajistán de Motociclismo, fue una carrera de motociclismo de velocidad que pertenecería al Campeonato Mundial de Motociclismo y nunca se llegó a disputar. Anunciada a final de 2022 para el calendario de 2023, estaba previsto que el circuito de Sokol albergase al menos cinco ediciones hasta 2027.
Sin embargo la edición de 2023 tuvo que ser cancelada al no haber alcanzado la homologación del circuito por parte de la FIM. También se tuvo que cancelar la edición de 2024 debido a inundaciones en la región que imposibilitó su disputa. Finalmente no aparece en el calendario provisional de la temporada 2025 y su disputa se queda en el aire para un futuro.